# Diddy Kong Racing DS
Diddy Kong Racing DS è un videogioco sviluppato da Rare per Nintendo DS. È il primo gioco di Rare sul DS, ed è uscito il 5 febbraio 2007 in Nord America, il 19 aprile dello stesso anno in Australia e il giorno successivo in Europa. È un remake di Diddy Kong Racing, gioco apprezzato dalla critica. A differenza del suo predecessore, non è mai stato pubblicato ufficialmente in Giappone.

## Modalità di gioco
Diddy Kong Racing DS usa la Nintendo Wi-Fi Connection, e anche un microfono per varie caratteristiche del gioco, e il touch screen per creare dei percorsi di gara. Sebbene alcuni percorsi abbiano subito minimi cambiamenti, essi sono rimasti pressoché identici alla versione per N64. 
Tutti i personaggi sono stati doppiati con nuove voci; si nota soprattutto in Taj, che se nella versione originale per Nintendo 64 parlava con l'accento indiano, nel remake per Nintendo DS ha una più generica voce americana.
Le nuove caratteristiche della versione per DS includono il collezionare monete sui percorsi e usarle per migliorare il veicolo del giocatore così da potere avere una velocità di punta maggiore, una migliore accelerazione, un miglio controllo o un design particolare.
Conker e Banjo sono stati rimpiazzati da Dixie Kong e da Tiny Kong a causa di problemi di copyright della Rare dopo che Microsoft ha acquistato la compagnia da Nintendo nel 2002.

## Accoglienza
Diddy Kong Racing DS ha ricevuto un punteggio medio di 67/100 su Game Rankings. Ha ricevuto una media di 63/100 su Metacritic, basata su 39 recensioni.
NGamer, una rivista britannica non ufficiale di Nintendo, ha apprezzato Diddy Kong Racing DS per la varietà nelle diverse gare, per la modalità online molto godibile, ma lo ha anche criticato per la scarsa qualità delle sezioni con il touch screen, soprattutto il gioco dei palloncini di Taj e la battaglia contro il terzo boss. Anche Official Nintendo Magazine ha criticato il gioco per il fatto che le piste create dal giocatore erano tutte ambientate in luoghi nuvolosi, e generava casualmente colline e chicane. Questi aspetti sono confluiti nel voto finale dell'80%.
GameSpot dà al gioco 6,7/10, apprezzandone il numero di attività, le caratteristiche di personalizzazione e il multiplayer online, mentre critica alcune parti del gioco definendole noiose e critica anche alcuni controlli con il touch screen.
Fino al 25 luglio 2007, Diddy Kong Racing DS ha venduto 1,04 milioni di copie in tutto il mondo.